# Modelul climatic

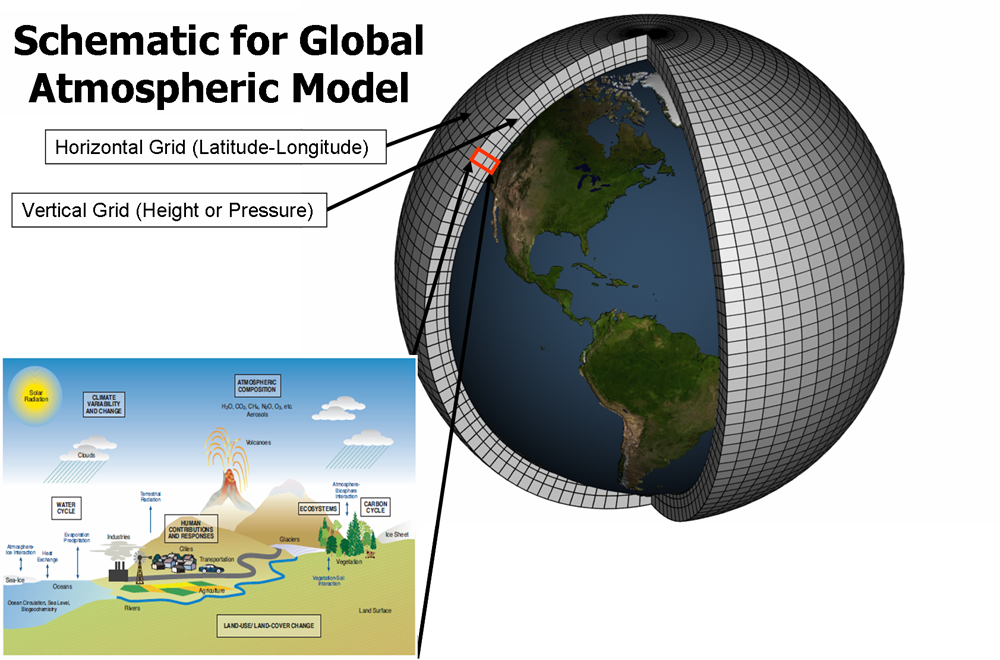
Modelele climatice împart planeta într-o grilă tridimensională și aplică ecuații diferențiale fiecărei grile. Ecuațiile se bazează pe legile de bază ale fizicii, mișcării fluidelor și chimiei.

Modelele climatice numerice (sau modelele sistemelor climatice) sunt modele matematice care pot simula interacțiunile factorilor importanți ai climei. Acești factori sunt atmosfera, oceanele, suprafața terestră și gheața. Oamenii de știință folosesc modele climatice pentru a studia dinamica sistemului climatic și pentru a face proiecții ale climatului viitor și ale schimbărilor climatice. Modelele climatice pot fi, de asemenea, modele calitative (adică nu numerice) și pot conține narațiuni, în mare măsură descriptive, ale posibilelor viitoare.
Modelele climatice țin cont de energia primită de la Soare, precum și de energia de ieșire de pe Pământ. Un dezechilibru are ca rezultat o modificare a temperaturii. Energia primită de la Soare este sub formă de radiații electromagnetice de unde scurte, în principal vizibile și infraroșii cu unde scurte. Energia de ieșire este sub formă de energie electromagnetică în infraroșu de unde lungi. Aceste procese fac parte din efectul de seră.
Modelele climatice variază în complexitate. De exemplu, un model simplu de transfer de căldură radiantă tratează Pământul ca un singur punct și face media energiei de ieșire. Acesta poate fi extins pe verticală (modele radiativ-convective) și pe orizontală. Modele mai complexe sunt modelele climatice globale care cuplează și atmosfera - oceanele -gheață de mare. Aceste tipuri de modele rezolvă ecuațiile complete pentru transferul de masă, energie și schimbul radiant. În plus, alte tipuri de modele pot fi interconectate. Acest lucru permite cercetătorilor să prezică interacțiunile dintre climă și ecosisteme.
Modelele climatice sunt sisteme de ecuații diferențiale bazate pe legile de bază ale fizicii, mișcării fluidelor și chimiei. Oamenii de știință împart planeta într-o grilă tridimensională și aplică ecuațiile de bază acestor grile. Modelele atmosferice calculează vânturile, transferul de căldură, radiația, umiditatea relativă și hidrologia suprafeței în cadrul fiecărei rețele și evaluează interacțiunile cu punctele învecinate. Acestea sunt cuplate cu modele oceanice pentru a simula variabilitatea și schimbarea climei care au loc la intervale de timp diferite din cauza curenților oceanici în schimbare și a capacității mult mai mari de stocare a căldurii a oceanului planetar. Pot fi aplicați și factori externi de schimbare. Includerea unui model de calotă glaciară ține seama mai bine de efectele pe termen lung, cum ar fi creșterea nivelului mării.